# 井関農機
井関農機株式会社（いせきのうき、英: ISEKI & CO., LTD.）は、トラクター、田植機、コンバインなどの農業機械を製造する日本の株式会社である。製品のブランドは「ヰセキ（ゐせき）」。東京証券取引所プライム上場。

## 概要
国内で同業他社のクボタ、ヤンマーアグリ（旧・ヤンマー〈現・ヤンマーホールディングス〉←ヤンマー農機）に続いて第3位のシェアを誇る大手メーカーの一角である。
愛媛県松山市馬木町700のISEKI M&D（旧:井関松山製造所）本社が登記上の本店となっているが、実質的本社機能は東京都荒川区西日暮里5丁目3-14の本社事務所にある。
農業機械の開発には実績がある。1960年代、日本の稲作に適した田植機、コンバインの開発競争があった際には、その競争のトップランナーであった。1966年に自走自脱型コンバインと呼ばれる日本型のコンバイン「HD50」を最初に開発し、発売した。1971年に発売された「さなえ」シリーズは非常に人気を博した田植機である。その後も、1986年には田植機のロータリー植付け機構（田植機の大幅な高速化を実現）を採用した「さなえラブリー」、1999年にはコンバインのズームオーガを採用した「フロンティア ビバ」や2004年には路上走行（移動）時や各作業時に変速機のシフトチェンジを不要にした乗用車感覚のイージーオペレーションが特徴のトラクター「ジアスATシリーズ」（小型～中型トラクター）および「T.Japan（ティー・ジャパン） TJシリーズ」（大型トラクター）業界初の自動植付け機能を搭載した「さなえ PZシリーズ」を開発、発売し、画期的で革新的な発明を世に出している。近年では構成部品の価格適正化のために、一部の部品を韓国のTYM（TONG YANG MOOLSAN）社より調達している。
1980年代の経営危機の後、創業家一族が退いた。2004年3月期決算では、1987年以来17期ぶりに、配当を実施した。農業機械の生産高は、クボタ、ヤンマーアグリ（ヤンマーホールディングス、旧・ヤンマー農機）に次いで2021年7月現在日本第3位。
旧・第一勧銀グループの一員である。

## 沿革
- 1926年 - 井関邦三郎（いせき くにさぶろう）が愛媛県松山市に「井関農具商会」を創立。
- 1936年 - 「井関農機株式会社」を設立。全自動籾すり機の製造と販売を始める。
- 1943年 - 「井関航空兵器製作所」を設立[3]。
- 1945年 - 愛媛県知事からの緊急復興指令により民需転換工場として再出発する[4]。
- 1950年 - 昭和天皇が松山市の工場に行幸（昭和天皇の戦後巡幸の一環）。全自動籾摺機や自動送込脱穀機、高周波木材乾燥施設など視察[5]。
- 1960年 - 大阪証券取引所に上場。
- 1961年 - 東京証券取引所に上場。小型トラクター「TC10」[注釈 6]の製造、販売を始める。オートバイ事業にも参入、モペッドであるペット50を開発し販売開始[注釈 7]。
- 1962年 - ポルシェ製トラクターの輸入を開始（1966年まで）[注釈 8]。ペット50を改良し新たにタフ50/55[注釈 9]として販売開始（1963年頃には販売終了）。
- 1964年 - ポルシェ製トラクター「ポルシェ309トラクタ」および「ポルシェ329トラクタ」を参考にした国産トラクター「ヰセキトラクターTBシリーズ」を開発、製造・販売を開始する。
- 1967年 - 田植機、コンバインの製造を始める。
- 1969年 - 東京支社を「本社事務所」に改称。
- 1979年 - いすゞ自動車の技術援助を受けてディーゼルエンジンの開発を始める。
- 1983年 - ディーゼルエンジンを内製化し、年産2万台体制を確立する[6]。
- 2003年 - 中国 江蘇省に井関農機（常州）有限公司を設立。
- 2008年 - 子会社3社が、同社の指示で下請会社への支払い代金を不当に減額していたとして、公正取引委員会から、下請法違反で勧告を受ける。
- 2009年 - 三菱重工業とのディーゼルエンジン事業の協業で合意[7]。
- 2010年 - 大阪証券取引所上場廃止。
- 2018年 - 有人監視下で無人運転ができるロボットトラクターを開発、12月内にモニター販売を始めると発表した。

## 主な製造・研究拠点

### 自社拠点

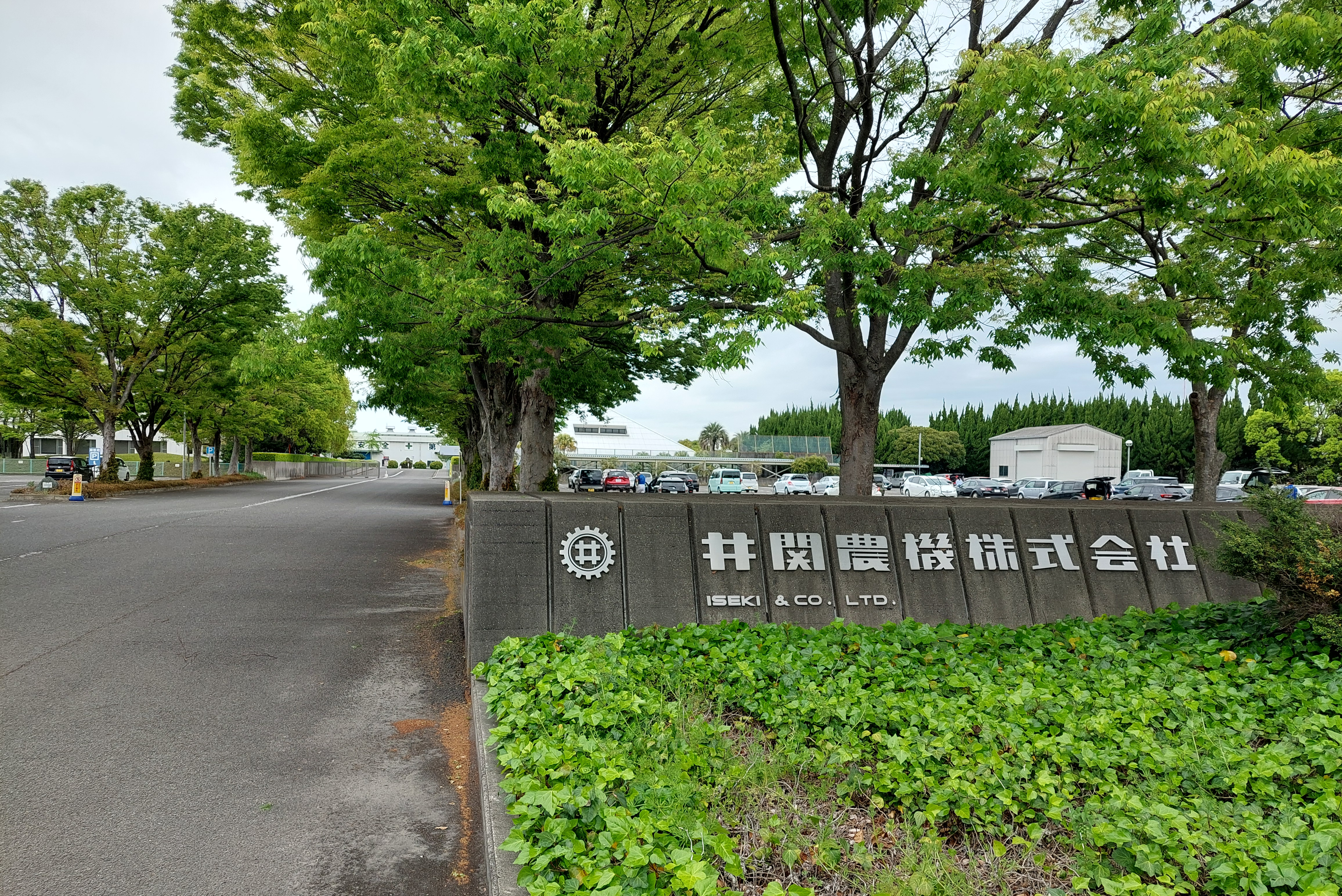
井関農機砥部事業所

- 砥部事業所（愛媛県伊予郡砥部町）
- 熊本事業所（熊本県上益城郡益城町）

### 主要子会社拠点
- 株式会社ISEKI M&D松山（愛媛県松山市）
主にトラクターを製造。
- 株式会社ISEKI M&D熊本（熊本県上益城郡益城町）
主にコンバインを製造。
- 株式会社井関新潟製造所（新潟県三条市）
主に田植機を製造。
- 株式会社井関邦栄製造所（愛媛県松山市）
主に耕耘機を製造。
- 株式会社井関重信製作所（愛媛県東温市）
主にロータリー、モーアを製造。

## 宣伝・広報活動
かつてポルシェと提携したこともあり、1980年代前半にポルシェ956のレーシングチームのスポンサーとなり、「ヰセキポルシェ956」として参戦（その後、自動車部品製造メーカーであるトラスト（TRUST）のレーシングチームが発足すると、1987年にメインスポンサーが日本石油（現・ENEOS）に変わるまでの間、正式なメインスポンサーとして活動。）したこともあった。

### マスコットキャラクター
- さなえちゃん（TVCMでの声優：三輪勝恵（1999年以前）、水谷優子（2000年以降より））

### 提供スポンサーだった番組
- ジャストニュースNNN[8]
- JNNニュースコール（週末版のみ）[9]
- 全日本プロレス中継
- 火曜ワイドスペシャル[8]
- 木曜スペシャル[8]
- パネルクイズ アタック25[10][11][12]
- 朝だ!生です旅サラダ[10][11]
- たけしの健康エンターテインメント!みんなの家庭の医学[10][12]

### かつて起用されていたCMキャラクター
- 坂上二郎（コンバイン「太郎（2代目）」&「小太郎」シリーズ）
- 桜田淳子（田植機「さなえ（3代目、4代目）」シリーズ）
- 加山雄三（トラクター「耕太（初代、2代目）」TS、TLシリーズ[注釈 10]等&「耕二」TXシリーズ）
- 青木英美（トラクター「耕二（初代）」
- 新沼謙治（トラクター「耕太（2代目）」TU、TLシリーズ[注釈 11]等）
- ジャンボ鶴田（コンバイン「太郎（3代目）」シリーズ、管理機「ラックナー」）
- ジャイアント馬場（コンバイン「太郎（3代目）」シリーズ）[注釈 12]
- 小林綾子（田植機「さなえナイアガラ（5代目）」シリーズ、コンバイン「フロンティア（2代目）」[注釈 13]シリーズ）
- 北大路欣也（コンバイン「フロンティア（2代目）」シリーズ、トラクター「ランドマックス」「ランドリーダー」「シアル（初代）」[注釈 14]シリーズ）
- 池田政典（トラクター「ランドリーダー7」シリーズ他）

## トラブル・不祥事など

### 下請法違反
同社が、金型や治具など約1万9,000個を、下請業者に対し無償で長期間に亘り保管させていたことが明らかとなり、公正取引委員会は2025年5月9日に、下請法違反であるとして、同社に再発防止を勧告した。